# E.L. Doctorow
Edgar Laurence Doctorow (ur. 6 stycznia 1931 w Nowym Jorku, zm. 21 lipca 2015 tamże) – amerykański pisarz, wykładowca uniwersytecki.
Jego przodkowie byli rosyjskimi Żydami, on sam urodził się na Bronksie. Studia ukończył na Uniwersytecie Columbia, w latach 1953-1955 służył w wojsku. Następnie pracował w wytwórni filmowej Columbia oraz w wydawnictwach New American Library i Dial Press. Debiutował w 1960 Witajcie w Ciężkich Czasach, sarkastyczną powieścią rozgrywającą się na Dzikim Zachodzie. W 1971 ukazała się Księga Daniela, a w 1975 najgłośniejszy utwór Doctorowa - wielowątkowy, rozgrywający się w pierwszych latach XX wieku, Ragtime. Za Wystawę Światową Doctorow w 1986 r. otrzymał National Book Award, a trzy powieści przyniosły mu National Book Critics Circle Award (Ragtime, Billy Bathgate i  Marsz).
W swoich utworach łączy szeroką panoramę amerykańskiej rzeczywistości danej epoki z krytyką istniejącego w Stanach Zjednoczonych systemu społecznego. Akcja wielu powieści Doctorowa rozgrywa się w jego rodzinnej metropolii, pisarz chętnie w losy fikcyjnych bohaterów wplata wydarzenia rzeczywiście mające miejsce i postaci historyczne. I tak na kartach Ragtime pojawiają się Harry Houdini, Henry Ford czy Robert Peary, a wśród bohaterów Billy’ego Bathgate’a (powieść-finalistka Pulitzera 1990) znajdują się sławni gangsterzy z połowy lat 30. Dutch Schultz i Otto Berman.
Z kolei w Księdze Daniela powraca do sprawy Rosenbergów, zmieniając jednak nazwisko oskarżonych na Isaacson. Wiele szczegółów zostaje zmienionych, a cały proces i jego konsekwencje ukazane są z subiektywnej perspektywy Daniela Isaacsona - syna skazanych. W 2005 Doctorow był ponownie finalistą Pulitzera za powieść historyczną Marsz, traktującą o tzw. Marszu Shermana przez Georgię i obie Karoliny (1864-65), który był jedną z kluczowych operacji amerykańskiej wojny secesyjnej.
Książki Doctorowa są chętnie przenoszone na ekran kinowy. Na podstawie jego prozy zrealizowano następujące filmy:
- Witajcie w Ciężkich Czasach (Welcome to Hard Times, 1967, reż. Burt Kennedy)
- Ragtime (1981, reż. Miloš Forman)
- Daniel (1983, reż. Sidney Lumet, scenariusz samego Doctorowa na podstawie Księgi Daniela)
- Billy Bathgate (1991, reż. Robert Benton)

## Twórczość
- Witajcie w Ciężkich Czasach (Welcome to Hard Times 1960)
- Big As Life (1966)
- Księga Daniela (The Book of Daniel 1971)
- Ragtime (Ragtime 1975)
- Drinks Before Dinner (1979, sztuka teatralna)
- Jezioro Nurów (Loon Lake 1980)
- American Anthem (1982)
- Żywoty poetów: sześć opowiadań i nowela (Lives of the Poets: Six Stories and a Novella 1984)
- Wystawa światowa (World's Fair 1985)
- Billy Bathgate (Billy Bathgate 1989)
- Rezerwuar (Waterworks 1994)
- Miasto Boże (City of God 2000)
- Reporting the Universe (2003)
- Opowiadania z krainy szczęśliwości (Sweet Land Stories 2004)
- Marsz (The March 2005)
- Homer i Langley (Homer and Langley 2009)
- Umysł Andrew (Andrew’s Brain 2014)